# Samvittighed
Samvittighed er en intuitiv fornemmelse eller intellektuel vurdering, som adskiller rigtigt og forkert i egne tanker og handlinger – dvs. en moralsk selvvurdering. Vurderingen kan være baseret på værdier eller normer (principper og regler).
Rent psykologisk beskrives samvittighed ofte som noget, der leder til følelse af anger, når en person foretager sig noget, som strider imod hans/hendes moralske værdier, og til en følelse af retskaffenhed eller integritet, når handlingen er i overensstemmelse med disse. En persons normer og værdier er bl.a. præget af hans/hendes forældre, venner (omgangskreds), sociale og religiøse tilhørsforhold og det samfund vedkommende befinder sig i. Visse grundlæggende værdier (f.eks. at man skal beskytte sine børn – jf. yngelplejeinstinktet) synes at have evolutionær basis. 
Skyldfølelse og skamfølelse er to centrale begreber i et psykologisk perspektiv på samvittighed.
Hvilke principper, der bør underligge moralske vurderinger, og om de f.eks. udelukkende bør foretages ud fra rent rationelle overvejelser, har været til debat gennem hele den vestlige filosofis historie (se moralfilosofi). 

## Eksempler
Samvittighedsfuld/Pligtopfyldende:
- Han var en samvittighedsfuld og pålidelig medarbejder (dvs.: han gjorde altid det, han skulle).

Have god/dårlig samvittighed: have det godt eller skidt med en handling, man har foretaget:
- God samvittighed: han havde god samvittighed, fordi han havde hjulpet den gamle dame.
- Dårlig samvittighed: han havde det skidt over, at han havde været sin kone utro.

Have ren samvittighed: at en person ikke har foretaget sig noget moralsk forkasteligt.
- Min samvittighed er ren – det var ikke mig, der stjal hendes pung.

Samvittighedsløs: 
- Samvittighedsløs person: en person, der ikke har det skidt over at foretage sig noget moralsk forkasteligt.
- Samvittighedsløs handling: handling foretaget uden hensyn til, at den er moralsk forkastelig.

- Wikimedia Commons har flere filer relateret til Samvittighed

| filosofi | Spire Denne filosofiartikel er en spire som bør udbygges. Du er velkommen til at hjælpe Wikipedia ved at udvide den. |